# Elezioni parlamentari in Siria del 2007
Le elezioni parlamentari in Siria del 2007 si tennero il 22 aprile. Esse videro la vittoria del Fronte Nazionale Progressista, che ottenne 169 seggi su 250 nel Consiglio del popolo (due in più rispetto alla precedente legislatura), mentre gli indipendenti ottennero i restanti 81.
L'opposizione in esilio boicottò le elezioni e le definì "una farsa".
I candidati erano 7770, e di questi 2293 furono approvati, tra cui 158 donne. Furono elette 30 deputate, esattamente come nel 2003.
L'affluenza fu del 56,12%; gli oppositori del governo, nel denunciare brogli e irregolarità, sostennero invece che l'affluenza non aveva superato il 10%.

## Ripartizione dei seggi
| Governorato | Seggi | Percentuale |
| ----------- | ----- | ----------- |
| Damasco     | 29    | 11.6%       |
| Rif Dimashq | 19    | 7.6%        |
| Quneitra    | 5     | 2%          |
| Daraa       | 10    | 4%          |
| As Suwaydā' | 6     | 2.4%        |
| Homs        | 23    | 9.2%        |
| Tartous     | 13    | 5.2%        |
| Latakia     | 17    | 6.8%        |
| Hama        | 22    | 8.8%        |
| Idlib       | 18    | 7.2%        |
| Aleppo      | 52    | 20.8%       |
| Raqqa       | 8     | 3.2%        |
| Deir ez-Zor | 14    | 5.6%        |
| Al Hasakah  | 14    | 5.6%        |

## Risultati

Risultati delle elezioni:
Fronte Nazionale Progressista
Indipendenti

| Liste                                    | Voti | %    | Seggi |
| ---------------------------------------- | ---- | ---- | ----- |
| Partito Ba'th                            |      | 53,6 | 134   |
| Unione Socialista Araba                  |      | 3,2  | 8     |
| Socialisti Unionisti                     |      | 2,4  | 6     |
| Partito Comunista Siriano (Bakdash)      |      | 2,0  | 5     |
| Partito Socialista Democratico Unionista |      | 1,6  | 4     |
| Movimento Socialista Arabo               |      | 1,2  | 3     |
| Partito Comunista Siriano (Unificato)    |      | 1,2  | 3     |
| Movimento del Voto Nazionale             |      | 1,2  | 3     |
| Partito Nazionalista Sociale Siriano     |      | 0,8  | 2     |
| Partito Democratico Arabo Unionista      |      | 0,4  | 1     |
| Unionisti Socialdemocratici              |      |      | -     |
| Indipendenti                             |      | 32,4 | 81    |
| Totale                                   |      | 100  | 250   |